# Ортис Фернандес, Фернандо (футболист)
Фернандо Ортис Фернандес (исп. Fernando Ortiz Fernández; 4 июля 1992 года, Морелия) — мексиканский футболист, играющий на позиции нападающего. Ныне выступает за мексиканский клуб «Симарронес де Сонора».

## Клубная карьера
Фернандо Ортис начинал свою карьеру футболиста в мексиканском клубе «Монаркас Морелия» из своего родного города. Первоначально он числился игроком его резервной команды, на правах аренды выступая за клубы низших лиг. С начала 2017 года Ортис был переведён в главную команду. 22 января того же года он дебютировал в мексиканской Примере, выйдя на замену в домашнем матче с клубом «Сантос Лагуна».

## Достижения
«Монаркас Морелия»
- Финалист Кубка Мексики: Кл. 2017